# Проект интродукции амурского тигра

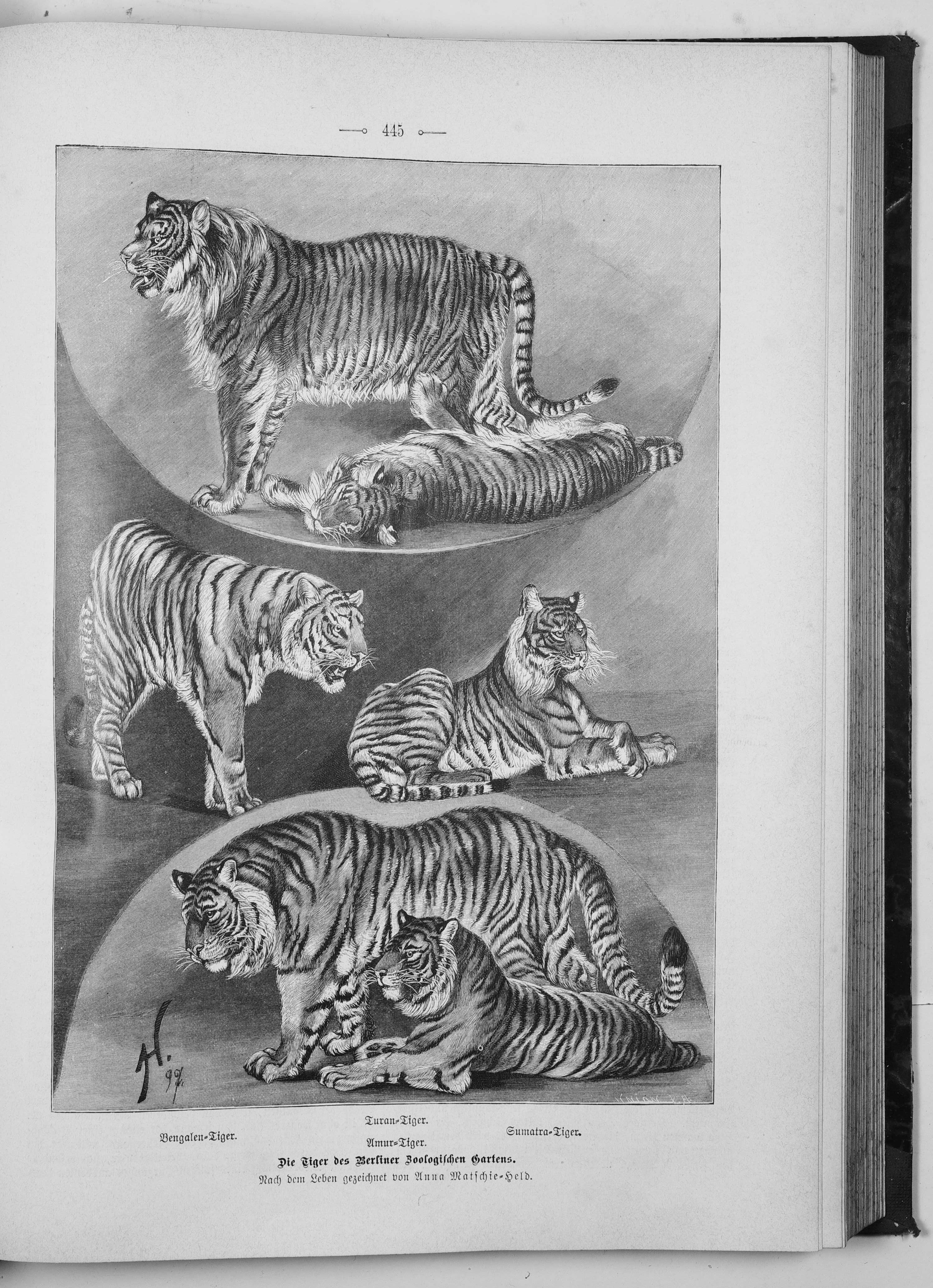
Каспийский тигр (вверху), Бенгальский тигр (слева), Суматранский тигр (справа), Амурский тигр (внизу)

Проект интродукции амурского тигра включает восстановление популяций амурского тигра (Panthera tigris alatica), а также расширение ареала путём введения их в качестве замены их генетически сходного родственника, вымершего каспийского тигра (Panthera tigris virgata), обитавшего ранее в Центральной и Западной Азии. В настоящее время амурский тигр обитает на территории российского Дальнего Востока и северного Китая.

## История

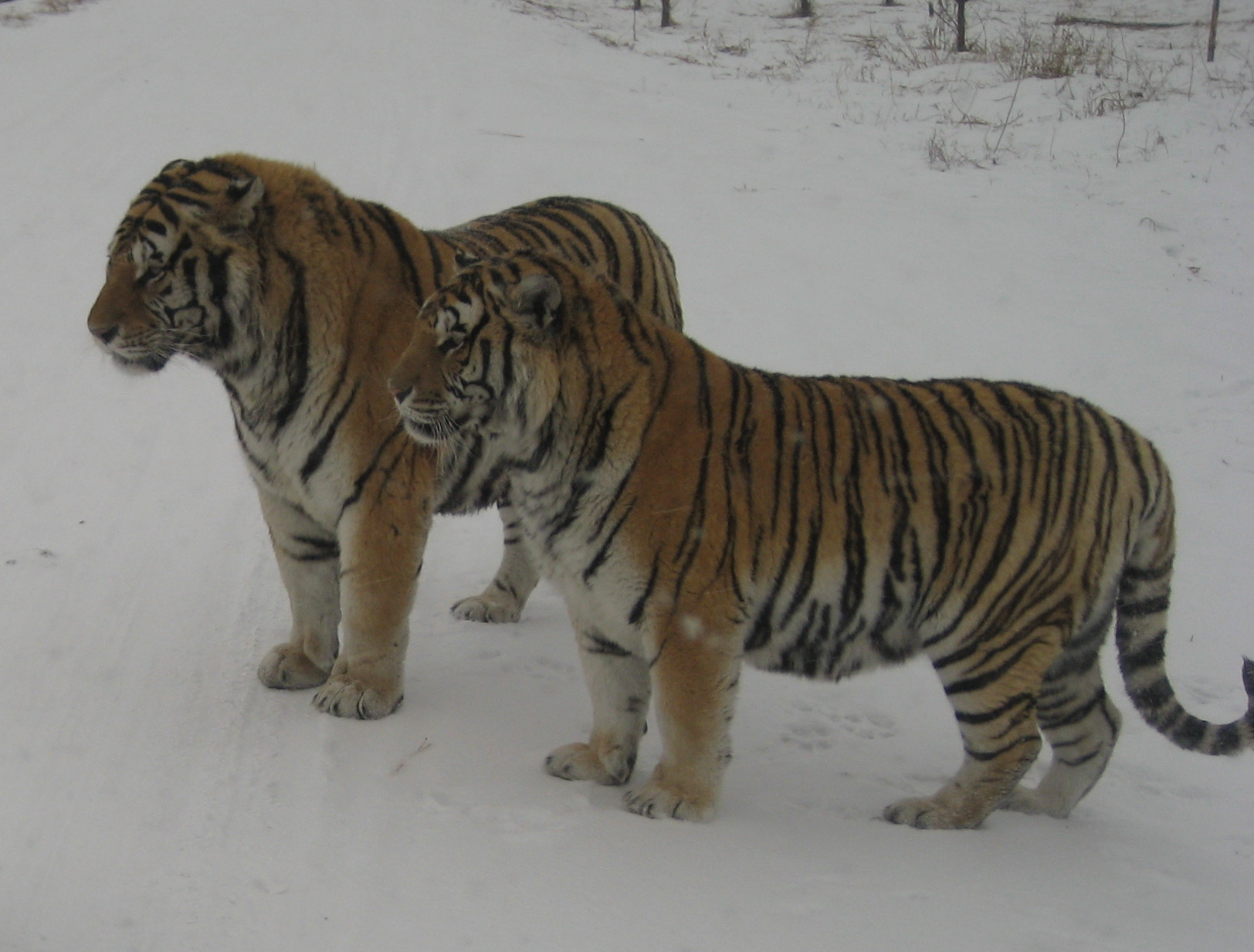
Два амурских тигра в Харбинском парке амурского тигра, Северо-Восточный Китай

Генетические исследования показали, что амурские и каспийские тигры произошли от популяции тигров, колонизировавших Среднюю Азию около 10 000 лет назад.
Раньше амурские тигры были обычны по обе стороны реки Амур в России и Китае, а также в северо-восточной Монголии и Южной Корее. Каспийские тигры жили вокруг Каспийского моря в Азербайджане, Иране и Туркменистане, а также далее в Армении, Грузии, Турции и Казахстане вплоть до Алтайских гор на востоке. Сообщается, что каспийские тигры вымерли в 1970-х годах после многих лет охоты, браконьерства и утраты мест обитания. Амурские тигры потеряли большую часть своего ареала в Сибири и Китае и вымерли в дикой природе Кореи и Монголии.

## Проект «Амурский тигр»

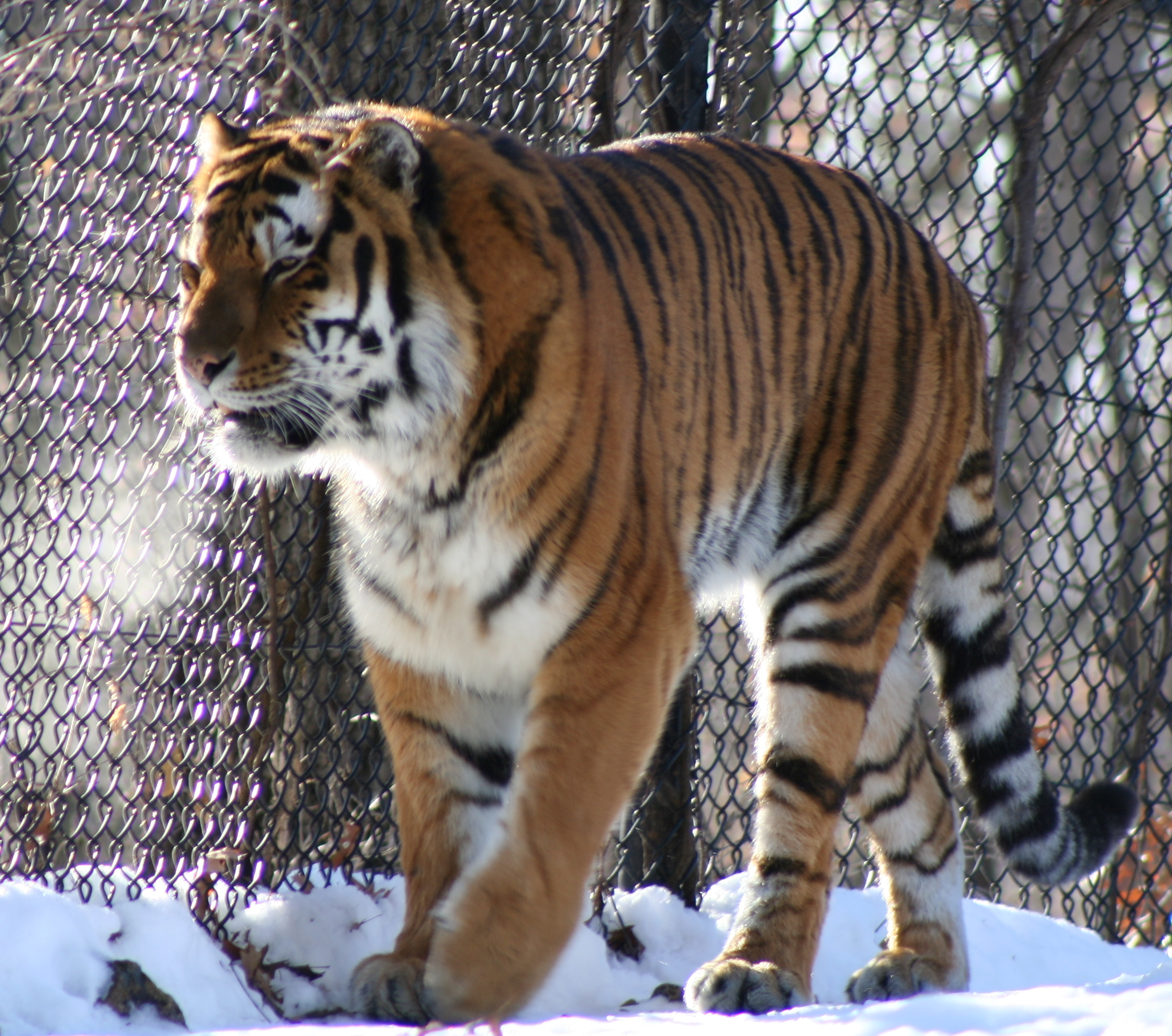
Амурский тигр в зоопарке Миннесоты

Общество охраны дикой природы (англ. WCS, Wildlife Conservation Society) начало работать на Дальнем Востоке России в 1992 году, чтобы помочь сохранить редкие зонтичные виды, такие как амурские тигры, амурские леопарды и рыбные совы Блакистона, для выживания которых в конечном итоге требуется сохранение лесной экосистемы в целом. WCS основал Проект «Амурский тигр» в сотрудничестве с Сихотэ-Алинским заповедником. Цель проекта — собрать как можно лучшую научную информацию о поведении и экологии тигра для использования в планах сохранения. В рамках проекта с 1992 года по радиотрекингу отслеживалось более 60 особей тигров.
Проект объединяет традиционные российские и международные подходы к проведению полевых исследований и является самым продолжительным в мире исследованием и охраной тигра на основе радиотелеметрии.

## Попытки интродукции

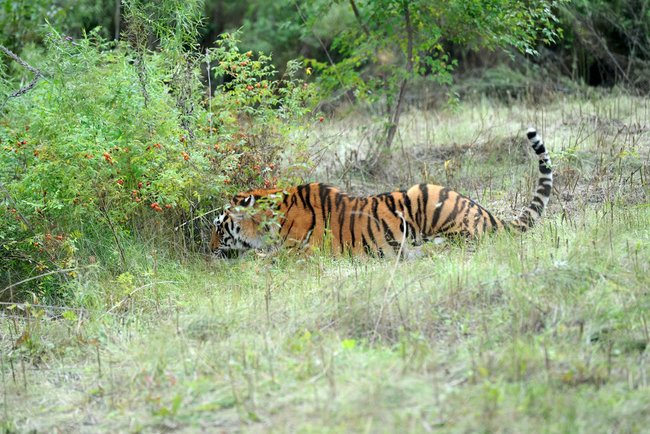
Амурский тигр в Реабилитационном центре в деревне Алексеевка, Приморский край, Россия

Проекты интродукции амурских тигров были предложены для Ближнего Востока, Центральной Азии и Северной Азии.

### Казахстан
Было решено внедрить амурских тигров на территориях Казахстана, где ранее обитали туранские тигры. Национальный парк или резерват в дельте реки Или планировалось открыть в 2019 году.
В качестве одного из потенциальных участков в Центральной Азии была предложена дельта реки Амударья в Узбекистане. Было начато технико-экономическое обоснование, чтобы выяснить, подходит ли этот район, и получит ли такая инициатива поддержку со стороны соответствующих лиц, принимающих решения. Для жизнеспособной популяции тигра, насчитывающей около 100 животных, потребуется не менее 5000 км2 участков непрерывной среды обитания с богатыми популяциями добычи. Такая среда обитания недоступна на данном этапе и также не может быть предоставлена в краткосрочной перспективе. Поэтому предлагаемый регион не подходит для внедрения на данном этапе.
В качестве подходящей среды обитания также был выбран юго-восточный берег озера Балхаш, где река Или образует широкую дельту. Игорь Честин, директор российского отделения Всемирного фонда дикой природы (WWF) надеется вновь поселить тигров в регионе в течение следующих нескольких лет, хотя необходимо увеличить потенциальную добычу за счёт увеличения численности популяций и территорий сайгаков, косулей и кабанов.
8 сентября 2017 года правительство Казахстана объявило план своей программы реинтродукции тигра и подписало меморандум с WWF о помощи. Согласно плану, тигры будут завезены в обширные тугайные леса вдоль юго-восточного берега озера Балхаш. 1 января 2018 года правительство назначит новый заповедник в этом районе, чтобы восстановить деградировавшую среду обитания и защитить её после этого. Восстановление будет включать в себя реинтродукцию вымерших местных куланов и бухарских оленей. Это также поможет защитить озеро Балхаш. Планируется привлечь местные сообщества к участию в программе, чтобы помочь в борьбе с браконьерством и другой незаконной деятельностью.
Согласно Постановлению Правительства РК № 381 от 27 июня 2018 года был создан резерват «Иле-Балхаш». Планируется, что первые амурские тигры будут завезены в резерват в 2024—2025 годах.
В 2024 году начались практические шаги по реинтродукции тигра на Балхаше, на территорию резервата «Иле-Балхаш» завезли двух тигров из Нидерландов. При этом первые тигры не будут выпущены в дикую природу, первая пара будет жить в вольере, руководители резервата и представители Фонда Дикой природы надеются получить от пары потомство, которое в свою очередь пройдут адаптацию к местному климату, своеобразную программу «обучения», по результатам которой может быть принято решение о том, что они подготовлены к последующему выпуску в дикую природу и смогут жить самостоятельно.

### Иран
Амурские тигры могут быть завезены в районы северного Ирана, где когда-то жили каспийские тигры. В 2010 году пара амурских тигров, отправленных Россией в иранский Тегеранский зоологический сад (зоопарк Эрам) в обмен на пару иранских леопардов, должны были быть завезены на полуостров Мианкале вдоль самого юго-восточного побережья Каспийского моря в течение следующих пяти лет. В декабре 2010 года один из амурских тигров в зоопарке Эрам умер от инфекции, вызванной вирусом иммунодефицита кошек (FIV). В 2011 году Иран запросил ещё четырёх амурских тигров и пригласил экспертов по консервации из России для поддержки проекта интродукции на побережье Каспийского моря. Иран получил две пары амурских тигров в 2012 году.

### Сибирь
Будущая интродукция амурских тигров запланирована в рамках амбициозного проекта Плейстоценового парка в бассейне реки Колыма в северной Якутии, Россия, при условии, что популяция травоядных достигает размера, способного поддерживать крупных хищников.
Амурский тигрёнок, осиротевший из-за браконьеров, был спасён в Приморском крае в феврале 2012 года. Детёныш оказался самкой, она была реабилитирована и в конечном итоге выпущена обратно в дикую природу в мае 2013 года. В 2015 году она родила двух детенышей в заповеднике Бастак, став первым реабилитированным амурским тигром, родившим в дикой природе.

### Корея
Северная Корея была призвана присоединиться к России и Китаю в спасении Амурского тигра после того, как последняя перепись показала, что только 562 особи живут в дикой природе. По словам директора амурского отделения WWF, анализ спутниковых снимков Северной Кореи показал, что в северной части страны имеются подходящие условия для выпуска амурских тигров. Это подтверждается тем фактом, что тигрица с двумя детёнышами однажды пересекла границу между Россией и Северной Кореей.